# Rudolph Grimm
Rudolph Grimm (* 8. Juni 1906 in Eckersmühlen; † 1969 in Nürnberg) war ein Architekt der Oberbayerischen Postbauschule.

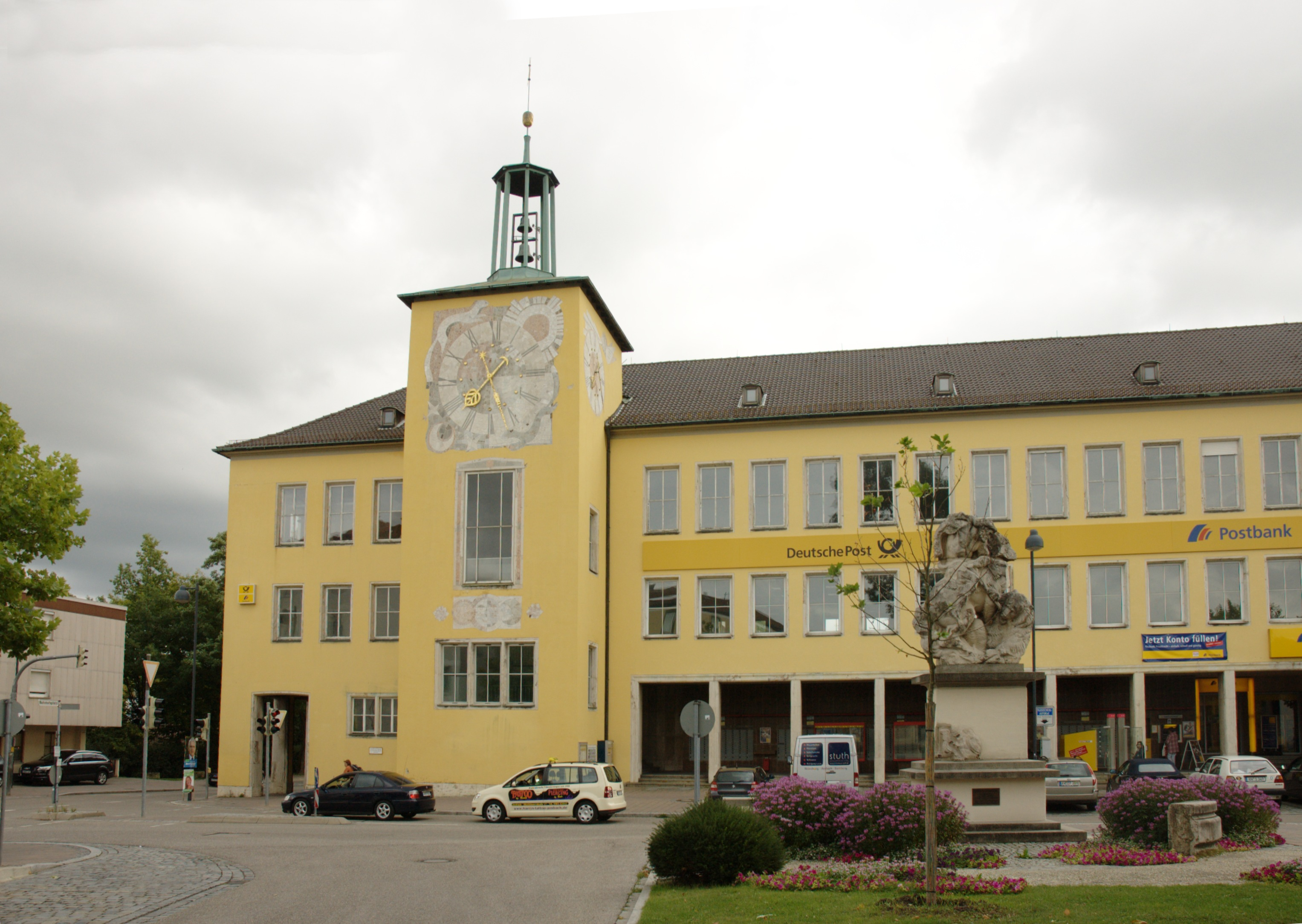
Postamt Ansbach

## Werdegang
Grimm studierte von 1926 bis 1929 Architektur an der Technischen Hochschule München. 1927 arbeitete er als Praktikant bei der Oberpostdirektion Speyer und unterstützte von 1927 bis 1930 German Bestelmeyer in seinem Atelier. Unter anderem war er an der Erweiterung der Neuen Sammlung in München beteiligt sowie am Neubau der Landeswetterwarte. 1931 schloss er sein Studium als Regierungsbaumeister ab und arbeitete von 1932 bis 1934 als Assistent an der TH München.
Zusammen mit Regierungsbaumeister Günthner baute er in einem Privatbüro zahlreiche Kirchen, Siedlungen und Wohnhäuser zum Beispiel in Regensburg. 1936 war er verantwortlicher Architekt für die Luftwaffe und für den Neubau des Flugplatzes in Landsberg am Lech zuständig. 1938 wechselte er dann zur Planungsabteilung des Luftwaffenkommandos in Kiel, später dann zum Luftgaukommando Hamburg. 1942 wurde er nach Rostow am Don versetzt und anschließend in Dnepropetrowsk eingesetzt. Nach der Auflösung des Luftgaukommandos 1943 ging er nach Italien, wo er sich von 1945 bis 1948 in Kriegsgefangenschaft befand.
Nach seiner Entlassung arbeitete er zunächst als Privatarchitekt in Corvara, bevor er dann nach Eckersmühlen zurückkehrte. 1949 bis 1961 war er Angestellter in der Oberpostdirektion Nürnberg. 1961 bis 1969 war er Postbaurat in Nürnberg.

## Bauten
- Wohnsiedlung in Nymindegab in Dänemark
- Wohnsiedlung Varel
- Wohnsiedlung in Hörnum / Sylt
- Wohnsiedlung in Aalbog west / Barth
- Wohnsiedlung Norderney / Anklam
- Wohnsiedlung Langeoog / Westerland
- Luftgaukommando in Hamburg
- Flugplatz in Landsberg am Lech
- Postamt in Ansbach
- Postamt Bamberg 1
- Postamt Bamberg 2
- FBA Nürnberg
- BWK Nürnberg